# Terror X Crew
Terror X Crew (en grec moderne : Τέρορ Εξ Κρου), parfois abrégé TXC, est un groupe de hip-hop grec, originaire d'Athènes. Le groupe est connu pour son contenu lyrique politique, et est souvent accusé d'anti-autoritarisme et de nationalisme. Le groupe, formé en 1992 par les MCs Artemis et Eftimis et le DJ ALX, se sépare, dix ans plus tard, en 2002.

## Βiographie
La Terror X Crew est à l'origine un crew de graffeurs formé en 1989. En 1992, Artemis (Fanourgiakis) et Efthimis (Billios) rencontrent DJ ALX (Chrysovalanttis Stravelexis) et forment le groupe. La Terror X Crew est l'un des premiers groupes ayant significativement contribué au développement du hip-hop en Grèce, aux côtés d'autres groupes comme Active Member, FF.C et NEBMA.
En 1995, leur première sortie, leur maxi-single/EP homonyme, Terror X Crew, est publiée par le label indépendant Studio II Records, dirigé par New Jack, un groupe de punk avec lequel ils collaboraient ensemble, l'album n'ayant attiré l'intérêt d'aucun grand label à cette période. L'album s'écoule à près de 10 000 exemplaires en peu de temps, puis le groupe quitte Studio II records, pour signer au label FM Records. À son nouveau label, le groupe publie son premier album studio, Η γεύση του μένους, en 1997, dont la chanson-titre s'accompagne d'un clip vidéo réalisé par DJ ALX. Il comprend aussi deux autres singles : Μη Φοβάσαι et Hip-Hop Χούλιγκανς. En 1999, Η γεύση του μένους et Η πόλις εάλω sont certifiés disques d'or. La même année, Terror X Crew est contacté par The Prodigy pour apparaître avec eux au Rockwave Festival. 
En 2000, ils publient le CD single Ξύπνιος μέσα στα όνειρα κάποιων άλλων, dont le clip vidéo, réalisé par DJ ALX, remporte la catégorie de « meilleur clip de hip-hop en langue étrangère » sur TV5. En 2001, ils publient leur dernier album, Έσσεται Ήμαρ. Le 30 septembre 2001, le groupe reçoit un prix qui lui est attribué par Makis Voridis, ministre de la culture grec, pour sa contribution à la musique moderne grecque. Ce prix divise car leur album Έσσεται Ήμαρ est un album le plus souvent qualifié de nationaliste par le public et les médias. L'année suivante, en 2002, après des conflits internes entre ALX, et Artemis et Eftimis, la Terror X Crew se sépare.

## Discographie

### Singles et EP
- 1995 : Terror X Crew (Studio II Records, EP)
- 1998 : Μη φοβάσαι/Απλά Μουσική (FM Records, CD single)
- 1999 : Η γεύση του μένους (FM Records, CD single)
- 2000 : Ξύπνιος μέσα στα όνειρα κάποιων άλλων (FM Records, CD single)

### Apparitions
- 1995 : Η Πτώση (sur l'album Μικροί Θεοί de Goin' Through)

### Singles
- 1998 : Μην Φοβάσαι/Απλά Μουσική (FM Records/Ηχοκρατορία)
- 1999 : Η Γεύση Του Μένους (FM Records/Ηχοκρατορία)
- 2000 : Ξύπνιος Μέσα Στα Όνειρα Κάποιων Άλλων (FM Records/Ηχοκρατορία)

### Clips
- 1997 : Ο Έλληνας Που Έχεις Συνηθίσει
- 1997 : Hip Hop Hooligan
- 1997 : Μην Φοβάσαι
- 1999 : Η Γεύση Του Μένους
- 1999 : Η Κομπόστα
- 1999 : Η Μέθοδος Του Προκρούστη
- 2000 : Ξύπνιος Μέσα Στα Όνειρα Κάποιων Άλλων
- 2001 : Το Ξόδι